# Locus minoris resistentiae
A expressão latina locus minoris resistentiae se refere a teoria milenar na qual o corpo apresenta pontos mais favoráveis às doenças, ou seja, existem regiões e vulnerabilidades específicas no corpo para as doenças. Tal pensamento foi utilizado com regra de raciocínio clínico pelos médicos e outros profissionais de saúde na busca de diagnóstico.